# Adolf
Adolf (v německy mluvících zemích i Adolph) je počeštělá verze starogermánských jmen Athalwolf a Athaulf. Vykládá se jako „ušlechtilý vlk“. Jde o mužské jméno, jehož ženské protějšky jsou jména Adolfa, Adolfína a Adolfie. Podle českého občanského kalendáře mají všechna tato jména svátek 17. června. Dříve šlo o velmi populární jméno, zejména mezi křesťany a obyvateli evropských zemí, po druhé světové válce se stalo vzácným pro nežádoucí asociace s Hitlerem či Eichmannem, které vzbuzovalo.

## Domácké podoby
Adolfek, Ada, Áďa, Adin, Adinek, Adolfík, Dolf, Dolfa, Dolfík

## Statistické údaje
Následující tabulka uvádí četnost jména v ČR a pořadí mezi mužskými jmény – lze z ní tedy vysledovat trend v užívání tohoto jména:
| Rok       | Četnost      | Pořadí     | Zastoupení |
| --------- | ------------ | ---------- | ---------- |
| 1999      | 5 984        | 81.        | 0,12 %     |
| 2002      | 5 406        | 85.        | 0,11 %     |
| 2006      | 4 371        | 94.        | 0,09 %     |
| 2013      | 3 040        | 261.       | 0,06 %     |
| 2016      | 2 632        | 280.       |            |
| Porovnání | o 3 352 méně | o 199 hůře |            |

Změna procentního zastoupení tohoto jména mezi žijícími muži v ČR (tj. procentní změna se započítáním změny celkového počtu mužů v ČR za uvedené období 1999–2013) je −51 %, což svědčí o strmém úbytku obliby tohoto jména, protože jeho nositelé narození před 2. světovou válkou postupně umírají.

## Adolf v jiných jazycích
- Slovensky, polsky, srbocharvátsky, maďarsky, nizozemsky, dánsky, švédsky: Adolf
- Italsky, španělsky: Adolfo
- Francouzsky: Adolphe
- Anglicky, německy: Adolf nebo Adolph
- Latinsky: Adolphus

## Známí Adolfové
- Adolf Born – český malíř a ilustrátor
- Adolf Branald – český spisovatel a filmový herec
- Adolf Butenandt – německý biochemik a nositel Nobelovy ceny
- Adolf Ehrnrooth – finský generál
- Adolf Eichmann – německý nacistický pohlavár a zločinec
- Adolf Filip – český herec
- Adolf Abraham Halevi Fraenkel – německo-izraelský matematik
- Adolf Fredrik – švédský král
- Adolf Galland – německý stíhací pilot
- Adolf Heyduk – básník
- Adolf Hitler – německý diktátor a nacistický vůdce
- Adolf Kajpr – kněz a jezuita, oběť komunistického teroru
- Adolf Kašpar – český malíř a ilustrátor
- Adolph Kolping – německý blahoslavený katolický kněz, zakladatel Kolpingova díla
- Adolf Loos – architekt
- Adolf Nassavský – německý král
- Adolf Opálka – československý parašutista, člen skupiny Out Distance
- Adolf Zika – český fotograf a režisér

## Známé Adolfy/Adolfíny
- Adolfína Tačová – česká gymnastka